# Graniówka górska
Graniówka górska (Syntheosciurus brochus) – gatunek ssaka z rodziny wiewiórkowatych (Sciuridae) występujący endemicznie w Kostaryce i Panamie. Jedyny przedstawiciel rodzaju graniówka (Syntheosciurus). Zamieszkuje lasy deszczowe w terenach górskich. Spotykany jest zarówno w górnych partiach drzew jak i na ziemi. Graniówki górskie łączą się w pary rodzinne, lecz żerują samotnie.